# Ben Manga
Bienvenido „Ben“ Manga-Ubenga (* 11. Februar 1974 in Bata, Äquatorialguinea) ist ein ehemaliger deutscher Fußballspieler und heutiger Fußballscout, -trainer und -funktionär. Seit Mai 2024 steht er beim FC Schalke 04 als Direktor für „Kaderplanung, Scouting und Knappenschmiede“ unter Vertrag.

## Spielerkarriere
Manga begann seine Vereinskarriere in der Jugend von DJK Rheinkraft Neuss und spielte später im Nachwuchs- und Amateurbereich für den VfR Neuss und den TuS Grevenbroich. In der Saison 1995/96 absolvierte er zwei Spiele im DFB-Pokal für Fortuna Düsseldorf. Anschließend lief er für den Wuppertaler SV und den KFC Uerdingen 05 auf. Im Jahr 1997 wechselte er zu Alemannia Aachen, wo er in der Saison 1999/2000 ein Spiel bestritt. Außerdem lief er 2000 noch bei einem DFB-Pokalspiel für den damaligen Regionalligisten Karlsruher SC auf. Anschließend spielte er für Wormatia Worms und den GFC Düren 09.

## Karriere als Scout und Funktionär
Von Juli 2003 bis April 2011 war er als Scout Sport für Alemannia Aachen tätig. Parallel dazu arbeitete er beim gleichen Verein von 2003 bis 2008 als Jugendtrainer und von 2008 bis 2010 als Trainer der U17. Von April 2011 bis Juni 2012 wirkte er als Scout für die TSG 1899 Hoffenheim. Ab Juli 2012 bis Ende Juni 2016 bekleidete er den gleichen Posten beim VfB Stuttgart. Von Juli 2016 bis Juni 2021 war er Chefscout von Eintracht Frankfurt. Zur Saison 2021/22 trat Manga dort die Nachfolge von Bruno Hübner als Direktor Profifußball an. In dieser Funktion war er für Scouting und Kaderplanung verantwortlich, administrative Aufgaben vorheriger Sportdirektoren wurden ausgegliedert. Sein eigentlich bis 2026 laufender Vertrag wurde Ende November 2022 auf seinen Wunsch hin einvernehmlich aufgelöst. Von Dezember 2022 bis Oktober 2023 arbeitete er als Technischer Direktor beim FC Watford.
Am 10. Mai 2024 gab der Zweitligist FC Schalke 04 bekannt, dass Manga einen langfristigen Vertrag als Direktor für Kaderplanung, Scouting und Knappenschmiede erhalten habe.